# Montgomery (Virginie-Occidentale)
Pour les articles homonymes, voir Montgomery.
Montgomery est une ville de l'État de Virginie-Occidentale, aux États-Unis. La majeure partie de la ville est dans le comté de Fayette, le reste étant dans celui de Kanawha. Sa population s’élevait à 1 638 habitants lors du recensement de 2010, estimée à 1 529 habitants en 2018.

## Histoire
Montgomery connaît plusieurs noms avant qu'elle ne devienne une municipalité en 1890 : Montgomery's Landing, Cannelton puis Coal Valley. La ville doit son nom à James Montgomery, l'un de ses premiers habitants.

## Source
- (en) Cet article est partiellement ou en totalité issu de l’article de Wikipédia en anglais intitulé « Montgomery, West Virginia » (voir la liste des auteurs).

1. ↑  (en) Kenny Hamill, West Virginia place names, their origin and meaning, including the nomenclature of the streams and mountains, The Place Name Press, 1945 (lire en ligne), p. 427.